# Органогенез
Органогене́з (від грец. органон - орган) — процеси утворення та розвитку органів у тварин.
Розрізняють органогенез, який досліджується ембріологією та біологією розвитку, і філогенетичний органогенез, що досліджується порівняльною анатомією. Окрім опису та аналізу протікання процесів органогенезу, до завдань вказаних дисциплін входять розкриття та пояснення причин цих процесів у філогенезі та онтогенезі. Порівняльна анатомія розглядає виникнення нових органів, їх перетворення, поділ, прогресивний розвиток та редукцію, процеси рудиментації та ін. Вивчення розвитку форми органів у зв'язку з їх функцією призвело до відкриття основних закономірностей філогенетичного органогенезу. Такими є принципи диференціації та інтеграції, а також зміни функцій як керівного початку в філогенетичній перебудові органів.
Онтогенетичний органогенез до певної міри повторює філогенетичний органогенез (див. Біогенетичний закон). Під час першого здійснюється послідовне диференціювання та інтеграція органів, а також нерівномірний ріст й активне переміщення клітинного матеріалу. Дослідження причин онтогенетичного органогенезу доступно точному вивченню, особливо завдяки можливості застосування експериментального методу (див. Експериментальна ембріологія).
У рослин терміном «органогенез» звичайно позначають формування і розвиток основних органів (кореня, стебла, листь, квіток) у процесі онтогенезу з ділянки недиференційованої тканини — мерістеми.